# Epidermolysis bullosa
Epidermolysis bullosa (EB), även kallad fjärilssjukan, är en genetisk hudsjukdom som ger upphov till blåsor över hela kroppen. Det finns ingen behandling mot sjukdomen i dagsläget. EB omfattar ett 20-tal olika sjukdomar som kännetecknas av en ärftlig benägenhet för blåsbildningar i huden (i vissa fall även i slemhinnor). Ingen svensk benämning finns men epidermolysis betyder "avlossning av överhuden" och bullosa "blåsbildande". Sjukdomen beror på förändringarna i gener som styr celladhesion, med minskad hållfasthet mellan epitelet och basalmembranet. Eftersom hållfastheten är låg så krävs inte mycket friktion för att huden skall släppa från underlaget. Vätska sipprar in från vävnaderna under och det bildas blåsor.
De tre vanligaste EB-sjukdomarna är EB simplex (EBS), junktional EB (JEB) och dystrofisk EB (DEB).
Den allvarligaste formen, Herlitz, drabbar alltid barn i spädbarnsåldern och är dödlig, oftast dör patienten inom något år. Dödligheten grundar sig i att infektionsrisken är extremt hög vid så omfattande hudavlossningar som förekommer vid denna typ. Denna variant är extremt sällsynt.

## Symptom
Symptomen varierar mellan de olika varianterna av EB, men inkluderar följande symptom: håravfall, blåsor kring näsa och ögon, blåsor i och omkring mun och hals, blåsor på huden till följd av mindre temperaturförändring eller skada, blåsor som förekommer vid födseln, karies eller andra tandsjukdomar, hosta eller andra andningsbesvär, små vita bulor på tidigare skadad hud samt nagellossning eller deformerade naglar.